# Aleh Mikulczyk
Aleh Antonawicz Mikulczyk, błr. Алег Антонавіч Мікульчык, ros. Олег Антонович Микульчик – Oleg Antonowicz Mikulczik (ur. 27 czerwca 1964 w Mińsku) – radziecki i białoruski hokeista, reprezentant Białorusi, olimpijczyk. Trener hokejowy.

## Kariera zawodnicza
- Dinamo Moskwa (1983-1991)
- Chimik Woskriesiensk (1991)
- New Haven Nighthawks (1991-1992)
- Moncton Hawks (1992-1994)
- Winnipeg Jets (1993-1995)
- Springfield Falcons (1994-1995)
- Anaheim Ducks (1995-1996)
- Baltimore Bandits (1995-1996)
- Long Beach Ice Dogs (1996/1997)
- Fort Wayne Komets (1996-1997)
- Nürnberg Ice Tigers (1997-1998)
- Mietałłurg Magnitogorsk (1998-2000)
- Krylja Sowietow Moskwa (2000-2001)
- Chimik Woskriesiensk (2001-2002)
- Mieczeł Czelabińsk (2002)
- Nieftiechimik Niżniekamsk (2002-2003)
- Junost' Mińsk (2003-2007)

Przez dwa sezony grał w Dynamie Mińsk. W latach 80. był zawodnikiem Dinama Moskwa w lidze radzieckiej. Po rozpadzie ZSRR w 1991 wyjechał do USA i do 1997 występował w klubach z rozgrywek NHL, AHL i IHL. Po powrocie do Europy grał w klubach niemieckiej DEL, superligi rosyjskiej i białoruskiej ekstraligi.
W młodości był reprezentantem kadr juniorskich ZSRR. Uczestniczył w turniejach mistrzostw Europy do lat 18 w 1982 i mistrzostw świata juniorów do lat 20 w 1984. Po 1991 został reprezentantem Białorusi.
Uczestniczył w turniejach mistrzostw świata w 1998, 1999 (Grupa A), 2001, 2005 (Elita) oraz zimowych igrzysk olimpijskich 1998, 2002.

## Kariera trenerska
- Reprezentacja Białorusi do lat 20 (2006-2007), asystent trenera
- Dynama Mińsk (2006-2007), trener
- Mietałłurg Żłobin (2009-2010), asystent trenera
- Minskija Zubry (2010-2011), asystent trenera
- Reprezentacja Białorusi do lat 20 (2010-2011), trener
- Donbas Donieck 2 (2011-2012), trener
- Dynama Mińsk (2013-2014), asystent trenera
- Reprezentacja Białorusi (2014), asystent trenera
- Nieftiechimik Niżniekamsk (2015-2016), asystent trenera
- Awtomobilist Jekaterynburg (2016-2018), asystent trenera
- Humo Taszkent (2019-2020), asystent trenera
- Sokił Kijów (2021-2022), główny trener
- Awangard Omsk (2022), asystent trenera

Po zakończeniu kariery zawodniczej został trenerem. Podjął pracę z kadrami Białorusi: był asystentem trenera reprezentacji do lat 20 na turnieju mistrzostw świata juniorów do lat 20 w 2007, trenerem tejże kadry od 2010, w tym na turnieju w 2011 (Dywizja I). Został asystentem trenera seniorskiej kadry Białorusi podczas turnieju mistrzostw świata w 2014. Równolegle pracował w klubach ekstraligi białoruskiej, rosyjskiej ligi KHL i juniorskiej MHL, a także ligi ukraińskiej. Od 2015 asystent trenera Nieftiechimika Niżniekamsk. Od 2015 był trenerem w Awtomobiliście Jekaterynburg. Od sezonu 2019/2020 asystent w sztabie uzbeckiego zespołu Humo Taszkent. 1 grudnia 2021 został ogłoszony głównym trenerem ukraińskiego Sokiłu Kijów. W maju 2022 wszedł do sztabu Awangarda Omsk. Pod koniec czerwca 2022 został ogłoszony trenerem w sztabie juniorskiego zespołu Dynama-Szynnik Bobrujsk, przyjętego ponownie do rosyjskich rozgrywek MHL, aczkolwiek w wywiadzie z sierpnia tego roku informował tylko o pracy w Omsku. Na początku października 2022 opuścił sztab tego klubu.

## Sukcesy
Reprezentacyjne
- Brązowy medal mistrzostw Europy juniorów do lat 18: 1982 z ZSRR
- Złoty medal mistrzostw świata juniorów do lat 20: 1984 z ZSRR
- Czwarte miejsce w turnieju zimowych igrzysk olimpijskich: 2002 z Białorusią

Klubowe
- Srebrny medal mistrzostw ZSRR: 1985, 1986, 1987 z Dinamem Moskwa
- Brązowy medal mistrzostw ZSRR: 1988 z Dinamem Moskwa
- Złoty medal mistrzostw ZSRR: 1990, 1991 z Dinamem Moskwa
- Finał Pucharu ZSRR: 1988 z Dinamem Moskwa
- Finał AHL o Puchar Caldera: 1994 z Moncton Hawks
- Złoty medal mistrzostw Rosji: 1999 z Mietałłurgiem Magnitogorsk
- Brązowy medal mistrzostw Rosji: 2000 z Mietałłurgiem Magnitogorsk
- Złoty medal Europejskiej Hokejowej Ligi: 1999, 2000 z Mietałłurgiem Magnitogorsk
- Złoty medal mistrzostw Białorusi: 2004, 2005, 2006 z Junostią Mińsk
- Puchar Białorusi: 2004 z Junostią Mińsk
- Brązowy medal mistrzostw Białorusi: 2007 z Junostią Mińsk
- Puchar Kontynentalny: 2007 z Junostią Mińsk

Szkoleniowe
- Złoty medal mistrzostw Ukrainy: 2012 z Donbasem 2 Donieck, 2022 z Sokiłem Kijów

Indywidualne
- Profesionalna Chokejna Liha (2011/2012): najlepszy trener sezonu[9]